# Station Cap-d'Ail
Station Cap D'Ail is een spoorwegstation in de Franse gemeente Cap-d'Ail.